# Андреевка (Мамлютский район)
Андреевка (каз. Андреевка) — село в Мамлютском районе Северо-Казахстанской области Казахстана. Административный центр Андреевского сельского округа. Код КАТО — 595231100.

## География
Находится в 75-ти километрах от районного центра. Общая площадь территории составляет 830 тыс. кв. м. В  11 км к северо-востоку от села находится в озеро Уялы.

## Население
В 1999 году население села составляло 838 человек (421 мужчина и 417 женщин). По данным переписи 2009 года, в селе проживало 611 человек (295 мужчин и 316 женщин).

## История
Село образовалось в 1900 году. 
Поселение «Аркалык» образовалось еще в конце XIX в. Название оно получило по озеру «Аркалык». Это был аул казахов – кочевников. Они жили на территории нашего села, возле единственного родника на многие километры.
Началось переселение в Казахстан семей из густо населенных районов центральной России, Украины, Поволжья. К началу XX в. в Казахстан переселилось уже десятки тысяч крестьян, в поисках свободных земель. В 1900 году приехала сюда семья Семеняк Данилы Никифоровича.
Семеняк Афанасий Данилович приехал с 5 – летним ребенком. На его глазах в села приезжали новые люди, обустраивались, делили земли.
1902 года наше село стало называться - Андреевка, в память о далеком родном украинском селе, откуда и были первые поселенцы.